# Navrongo
Navrongo é uma vila do distrito de Kassena-Nankana da região de Alto Oriental, no Gana. Em 2012 tinha 27306 habitantes. Fica perto da fronteira Burkina Faso-Gana.
A localidade foi fundada por volta de 1740. No século XIX, tornou-se um posto importante na rota de caravanas pelo Sahel. No início do século XX os britânicos fixaram uma base em Navrongo.
Em 1906 estabeleceu-se em Navrongo a missão católica dos Padres Brancos ("Pères Blancs"), um grupo francês composto por franco-canadianos.
A localidade dispõe de aeroporto (aeroporto de Navrongo).

## Clima
| Dados climáticos para Navrongo                       | Dados climáticos para Navrongo | Dados climáticos para Navrongo | Dados climáticos para Navrongo | Dados climáticos para Navrongo | Dados climáticos para Navrongo | Dados climáticos para Navrongo | Dados climáticos para Navrongo | Dados climáticos para Navrongo | Dados climáticos para Navrongo | Dados climáticos para Navrongo | Dados climáticos para Navrongo | Dados climáticos para Navrongo | Dados climáticos para Navrongo |
| Mês                                                  | Jan                            | Fev                            | Mar                            | Abr                            | Mai                            | Jun                            | Jul                            | Ago                            | Set                            | Out                            | Nov                            | Dez                            | Ano                            |
| ---------------------------------------------------- | ------------------------------ | ------------------------------ | ------------------------------ | ------------------------------ | ------------------------------ | ------------------------------ | ------------------------------ | ------------------------------ | ------------------------------ | ------------------------------ | ------------------------------ | ------------------------------ | ------------------------------ |
| Recorde alta °C (°F)                                 | 40.6 (105.1)                   | 41.7 (107.1)                   | 42.2 (108)                     | 42.8 (109)                     | 42.2 (108)                     | 38.3 (100.9)                   | 35.0 (95)                      | 32.8 (91)                      | 34.4 (93.9)                    | 37.8 (100)                     | 38.3 (100.9)                   | 38.3 (100.9)                   | 42.8 (109)                     |
| Média alta °C (°F)                                   | 35.6 (96.1)                    | 37.2 (99)                      | 38.9 (102)                     | 38.3 (100.9)                   | 36.1 (97)                      | 32.8 (91)                      | 30.6 (87.1)                    | 29.4 (84.9)                    | 30.6 (87.1)                    | 33.3 (91.9)                    | 36.1 (97)                      | 35.0 (95)                      | 34.5 (94.1)                    |
| Média diária °C (°F)                                 | 27.5 (81.5)                    | 29.7 (85.5)                    | 31.7 (89.1)                    | 32.0 (89.6)                    | 30.6 (87.1)                    | 28.1 (82.6)                    | 26.4 (79.5)                    | 25.8 (78.4)                    | 26.1 (79)                      | 27.5 (81.5)                    | 28.1 (82.6)                    | 26.7 (80.1)                    | 28.4 (83.1)                    |
| Média baixa °C (°F)                                  | 19.4 (66.9)                    | 22.2 (72)                      | 24.4 (75.9)                    | 25.6 (78.1)                    | 25.0 (77)                      | 23.3 (73.9)                    | 22.2 (72)                      | 22.2 (72)                      | 21.7 (71.1)                    | 21.7 (71.1)                    | 20.0 (68)                      | 18.3 (64.9)                    | 22.2 (72)                      |
| Recorde baixa °C (°F)                                | 12.8 (55)                      | 16.1 (61)                      | 18.3 (64.9)                    | 20.0 (68)                      | 18.9 (66)                      | 19.4 (66.9)                    | 19.4 (66.9)                    | 19.4 (66.9)                    | 17.8 (64)                      | 19.4 (66.9)                    | 16.1 (61)                      | 13.3 (55.9)                    | 12.8 (55)                      |
| Precipitação média mm (pol.)                         | 0.5 (0.02)                     | 5.6 (0.22)                     | 15.5 (0.61)                    | 48.5 (1.909)                   | 111.5 (4.39)                   | 144.3 (5.681)                  | 200.9 (7.909)                  | 263.4 (10.37)                  | 228.6 (9)                      | 67.6 (2.661)                   | 6.1 (0.24)                     | 1.3 (0.051)                    | 1 093,8 (43,063)               |
| Fonte: Sistema de Clasificación Bioclimática Mundial |                                |                                |                                |                                |                                |                                |                                |                                |                                |                                |                                |                                |                                |